# Krátká
Krátká (německy Kratka) je malá vesnice, část městyse Sněžné v okrese Žďár nad Sázavou. Nachází se asi 2 km na západ od Sněžného. Prochází zde silnice II/353. V roce 2009 zde bylo evidováno 28 adres. V roce 2001 zde trvale žilo 23 obyvatel.
Krátká je také název katastrálního území o rozloze 0,87 km2.
Celá vesnice byla v roce 1995 vyhlášena za vesnickou památkovou rezervaci.

## Historie

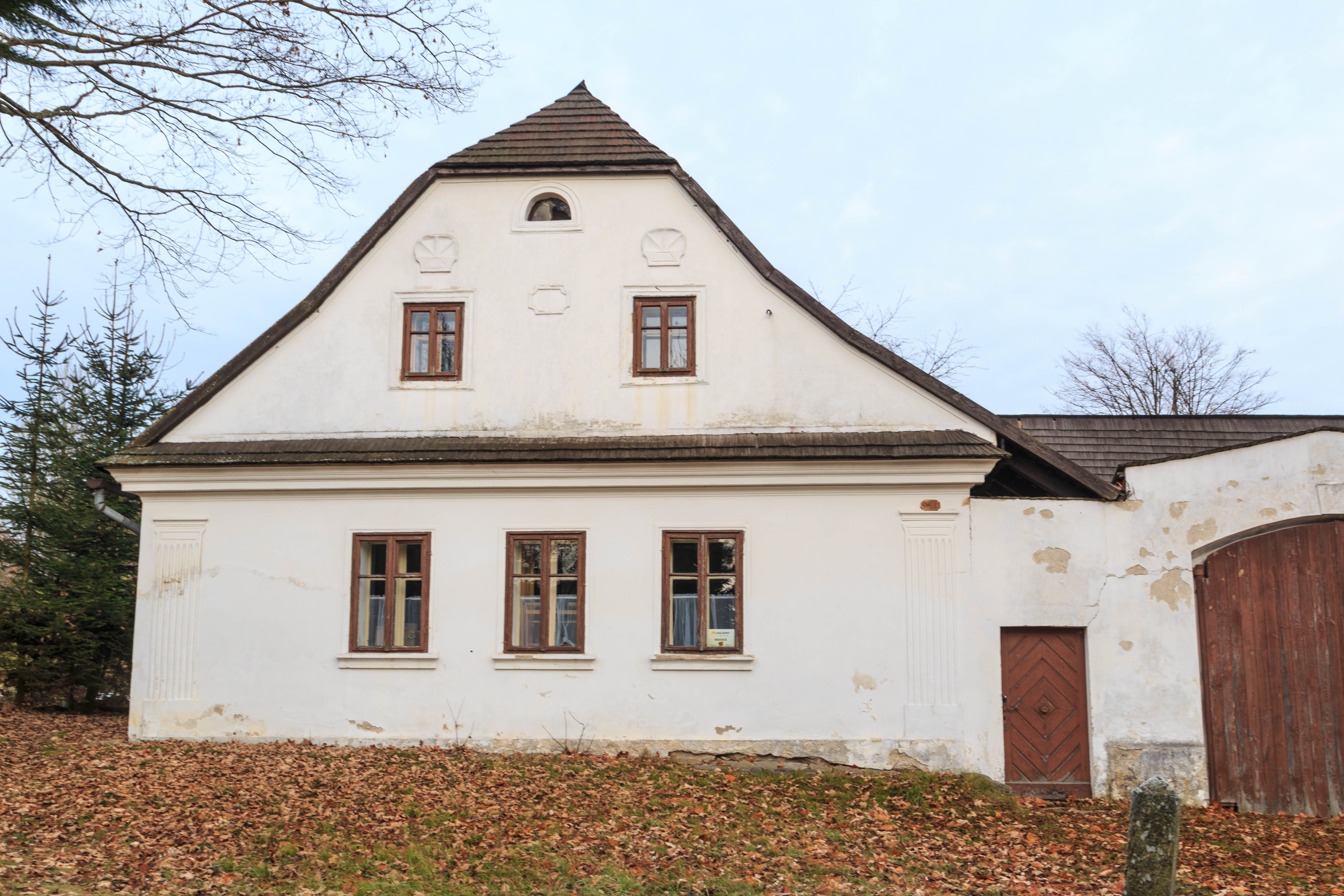
Usedlost čp. 2, sídlo Domu přírody

První písemná zmínka o obci Krátká pochází až z roku 1727, kdy hraběnka Marie Josefa Hohenzollernová povolila vykácení části lesa Teplá a vystavění domků pro lesní dělníky a také dělníky z kadovských železáren. V té době se nově vzniklá osada nazývala Teplá, současné jméno Krátká se poprvé objevuje až roku 1735.
Po roce 1781, kdy byl vydán toleranční patent, se z obce mělo stát centrum evangelíků celého okolí. Proti tomu se postavili obyvatelé obcí Německé (dnes Sněžné) a Líšné a z projektu, podle kterého zde měla vyrůst evangelická modlitebna a hřbitov, nakonec sešlo. Roku 1850 se obec stala součástí Kadova, ale už o 17 let později se Krátká stala opět samostatnou. Pod Kadov se vrátila v roce 1964, od roku 1992 je součástí Sněžného.

## Pamětihodnosti
- Dům čp. 12 – bývalá zděná rychta s roubeným patrem z 18. století[7]
- Usedlost čp. 2 – zemědělská usedlost z první třetiny 18. století. Po dvouleté rekonstrukci se areál statku 1. července 2020 otevřel veřejnosti jako Dům přírody, který je spolu s expozicí a infocentrem provozován – organizací Chaloupky o.p.s..[8]
- Domy a usedlosti čp. 4, 10, 19 a 26
- Kaple sv. Cyrila a Metoděje z roku 1902

## Zajímavosti
- V okolí obce se natáčel film Obušku, z pytle ven!

## Galerie

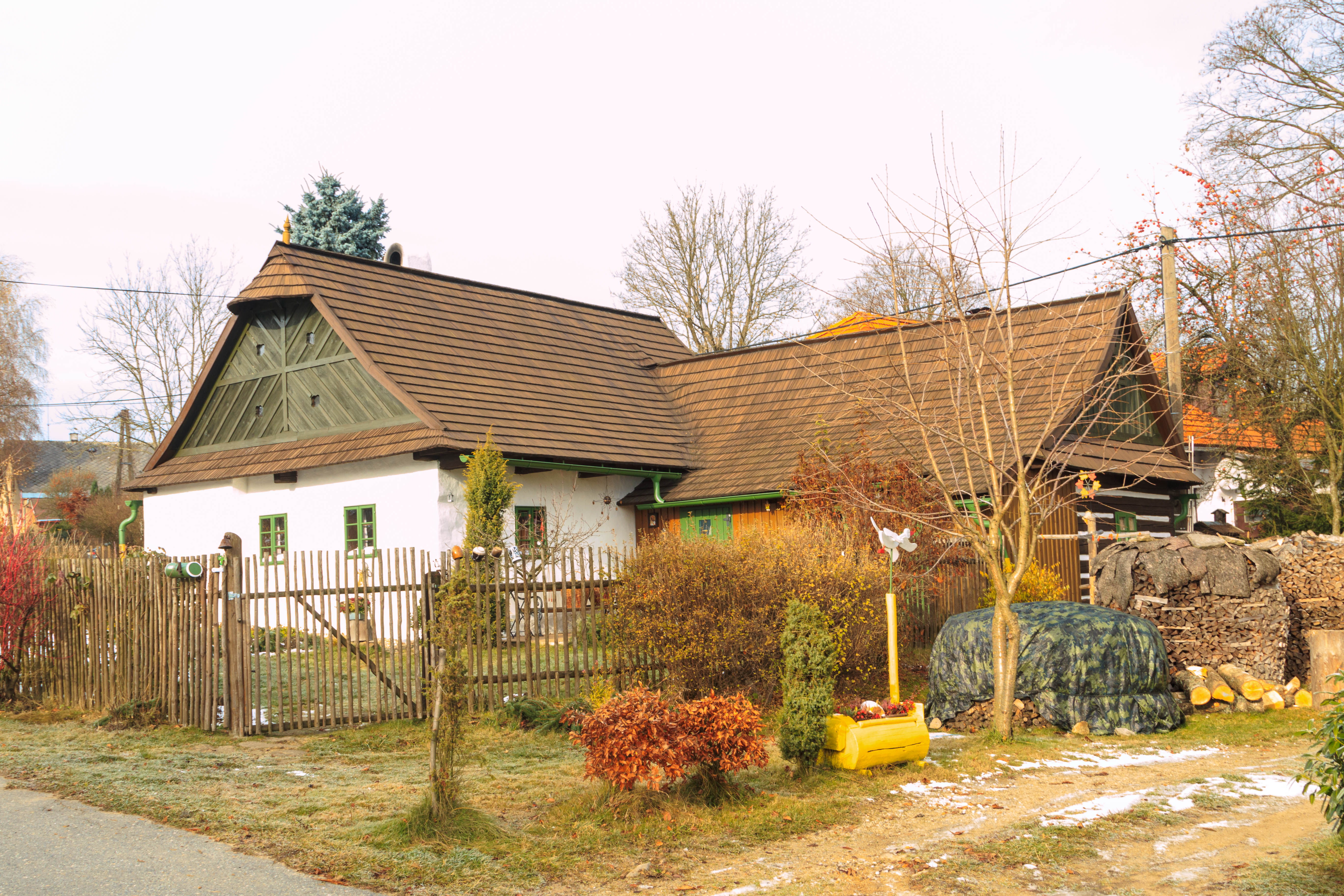
Dům čp. 4, Krátká
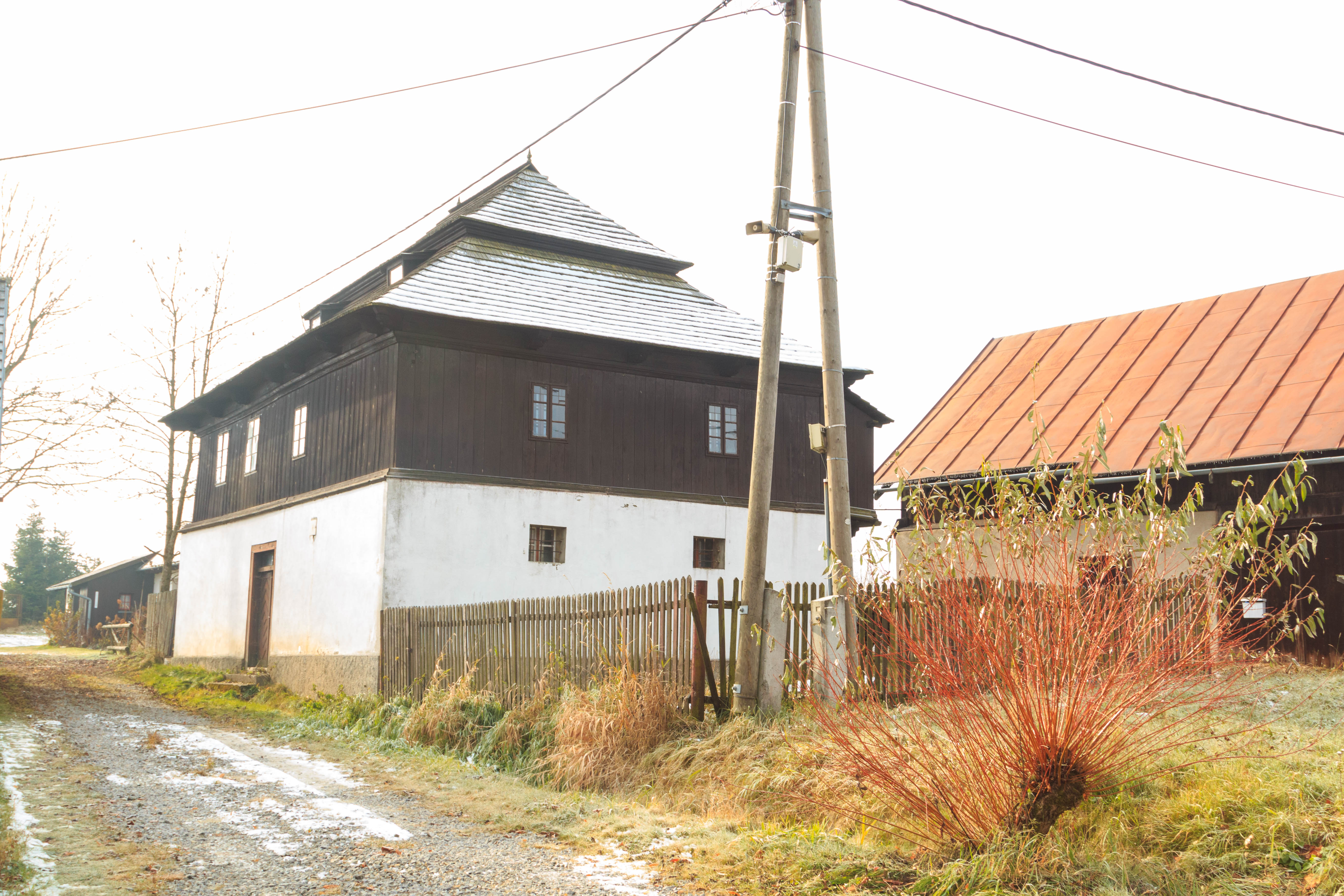
Bývalá rychta
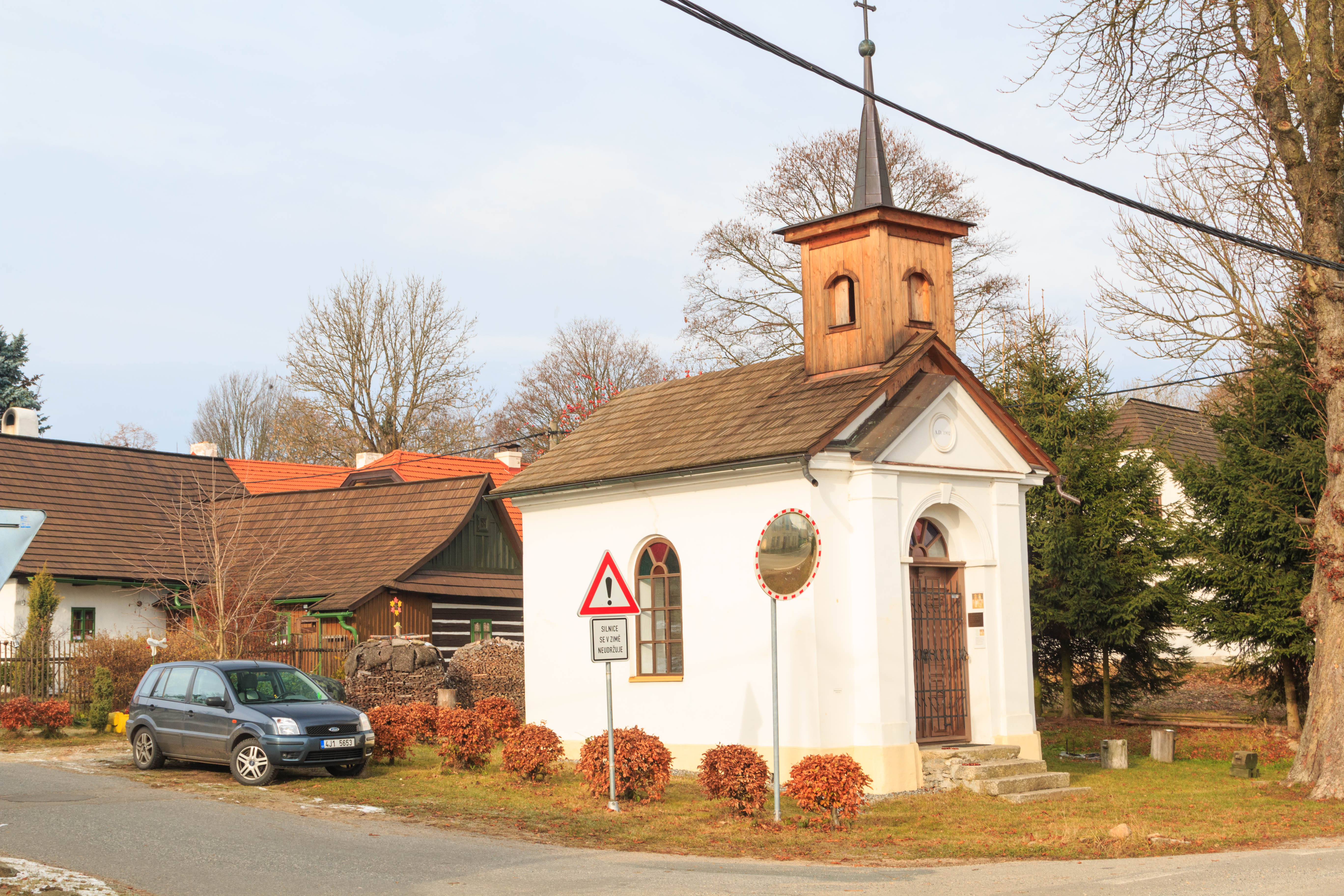
Kaple sv. Cyrila a Metoděje
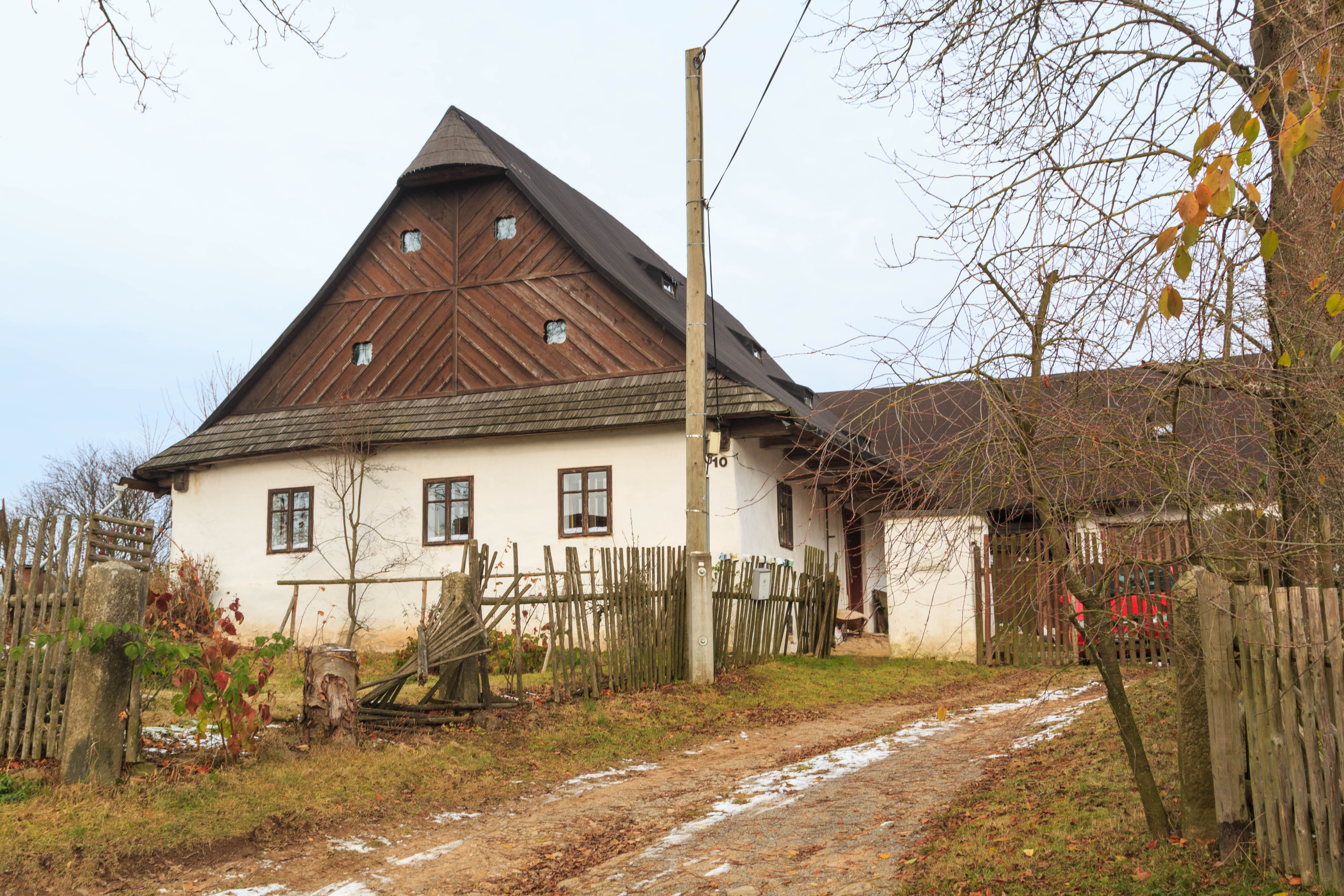
Usedlost čp. 10, Krátká
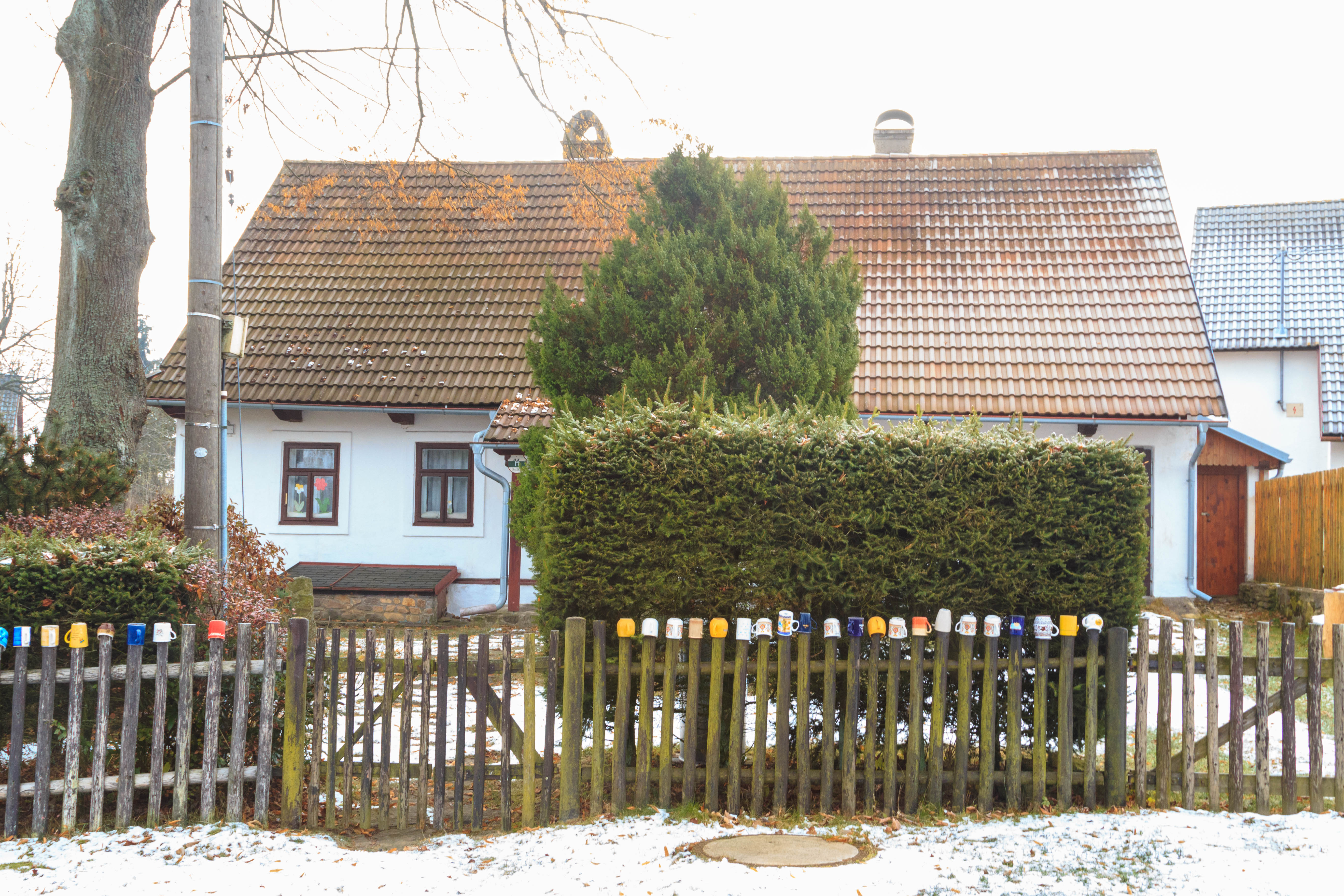
Krátká, čp. 9